# Louis-Auguste-Victor de Ghaisnes de Bourmont
Louis-Auguste-Victor de Ghaisnes, comte de Bourmont (2. září 1773 na zámku Bourmont v kraji Anjou – 27. října 1846 tamtéž) byl francouzský státník, maršál a pair.

## Život
Bourmont byl při výbuchu Francouzské revoluce důstojník královské gardy a emigroval se svým otcem. Sloužil jako pobočník prince de Condé, ale roku 1794 se vrátil do Francie, aby ve Vendée bojoval proti revoluci. Jako velitel chouanů dobyl roku 1795 Le Mans. Roku 1796 uprchl do Londýna, ale roku 1799 se vrátil zpět do Vendée a opět bojoval proti revoluci.
Po 18. brumairu se přidal k Napoleonovi, ale po atentátu v ulici sv. Nikase 24. prosince 1800 byl jedním z podezřelých. Roku 1803 byl zatčen a uvržen do citadely v Besançonu, odkud ale roku 1805 uprchl do Portugalska. Prostřednictvím generála Junota se smířil s Napoleonem a roku 1808 odešel s Muratem do Neapole, kde vstoupil do tamní armády jako plukovník a brzy nato povýšil na brigádního generála. V taženích v letech 1813 a 1814 se vyznamenal při několika příležitostech, zejména u Drážďan a hlavně při obraně Nogantu roku 1814, za což byl povýšen na divizního generála.
Dne 31. března 1814 přešel k Bourbonům a obdržel velení 6. divize v Besançonu. Po Napoleonově návratu z Elby převzal od něho velení 2. divize Moselské armády ve Flandrech. V předvečer bitvy u Ligny, poté co se účastnil závěrečné válečné porady a byl seznámen s Napoleonovými bojovými plány a pokyny, přešel 15. června 1815 ke spojencům, což Napoleona výrazně oslabilo. Po návratu Bourbonů se Bourmont neblaze angažoval při odsouzení maršála Neye a poskytl důkazy, které vedly k Neyově popravě.
Jako velitel intervenční armády ve Španělsku roku 1823 porazil konstitucionalisty u San Lucar la Major, obsadil Sevillu a po pádu Cádizu převzal vrchní velení v Andalusii. 6. října 1823 byl jmenován pairem. Pro nepřiměřenou ostrost byl roku 1824 povolán ze Španělska zpět do Francie a roku 1829 byl jmenován v Polignacově vládě ministrem války. Roku 1830 se stal vrchním velitelem alžírské expedice. Obratně vedenou operací přinutil město 5. července kapitulovat a již 22. července obdržel maršálskou hůl. Po červencové revoluci se vzdal veškerých funkcí a odjel do Anglie k vypuzené královské rodině. Odmítl přísahu Ludvíku Filipovi a byl roku 1832 vyškrtnut z armády a horní sněmovny. Krátce velel roku 1833 oddílům Doma Miguela v Portugalsku a radou podporoval karlisty ve Španělsku.
Na amnestii roku 1840 se vrátil do Francie, žil zcela v soukromí na svém zámku Bourmont, kde také 27. října 1846 zemřel.

## Literatura

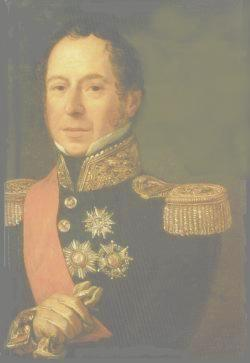
Louis-Auguste Victor de Ghaisne de Bourmont